# Sollstedt
Sollstedt là một đô thị ở huyện Nordhausen, trong bang Thüringen, Đức. Đô thị Sollstedt có diện tích 26,22 km². Ngày 1 tháng 1 năm 2009, đô thị này được sáp nhập thêm đô thị Rehungen.